# Condado de Columbia (Oregón)
El condado de Columbia es uno de los 36 condados del estado de Oregón, Estados Unidos. La sede del condado es St. Helens, al igual que su mayor ciudad. El condado tiene un área de 1.783 km² (de los cuales 82 km² están cubiertos por agua) y una población de 43.560 habitantes, para una densidad de población de 26 hab/km² (según censo nacional de 2000). Este condado fue fundado en 1854.

## Geografía

### Condados adyacentes
- Condado de Clatsop (oeste)
- Condado de Washington (sur)
- Condado de Multnomah (sureste)
- Condado de Clark, Washington (este)
- Condado de Cowlitz, Washington (noreste)
- Condado de Wahkiakum, Washington (noroeste)

## Demografía
Para el censo de 2000, había 43.560 personas, 16.375 cabezas de familia, y 12.035 familias residiendo en el condado. La densidad de población era de 66 habitantes por milla cuadrada.
La composición racial del condado era:
- 94,42% blancos
- 0,24% negros o negros americanos
- 1,33% nativos americanos
- 0,59% asiáticos
- 0,10% isleños
- 0,79% otras razas
- 2,53% de dos o más razas.

Había 16.375 cabezas de familia, de las cuales el 34,40% tenían menores de 18 años viviendo con ellas, el 60,50% eran parejas casadas viviendo juntas, el 8,70% eran mujeres cabeza de familia monoparental (sin cónyuge), y 26,50% no eran familias.
El tamaño promedio de una familia era de 3,06 miembros.
En el condado el 27,30% de la población tenía menos de 18 años, el 7,00% tenía de 18 a 24 años, el 28,10% tenía de 25 a 44, el 26,00% de 45 a 64, y el 11,60% eran mayores de 65 años. La edad promedio era de 38 años. Por cada 100 mujeres había 100,00 hombres. Por cada 100 mujeres mayores de 18 años había 98,10 hombres.

## Economía
Los ingresos medios de una cabeza de familia del condado eran de USD$45.797 y el ingreso medio familiar era de $51.381. Los hombres tenían unos ingresos medios de $42.227 frente a $27.216 de las mujeres. El ingreso per cápita del condado era de $20.078. El 6,70% de las familias y el 9,10% de la población estaban debajo de la línea de pobreza. Del total de gente en esta situación, 11,60% tenían menos de 18 y el 7,00% tenían 65 años o más.

## Localidades

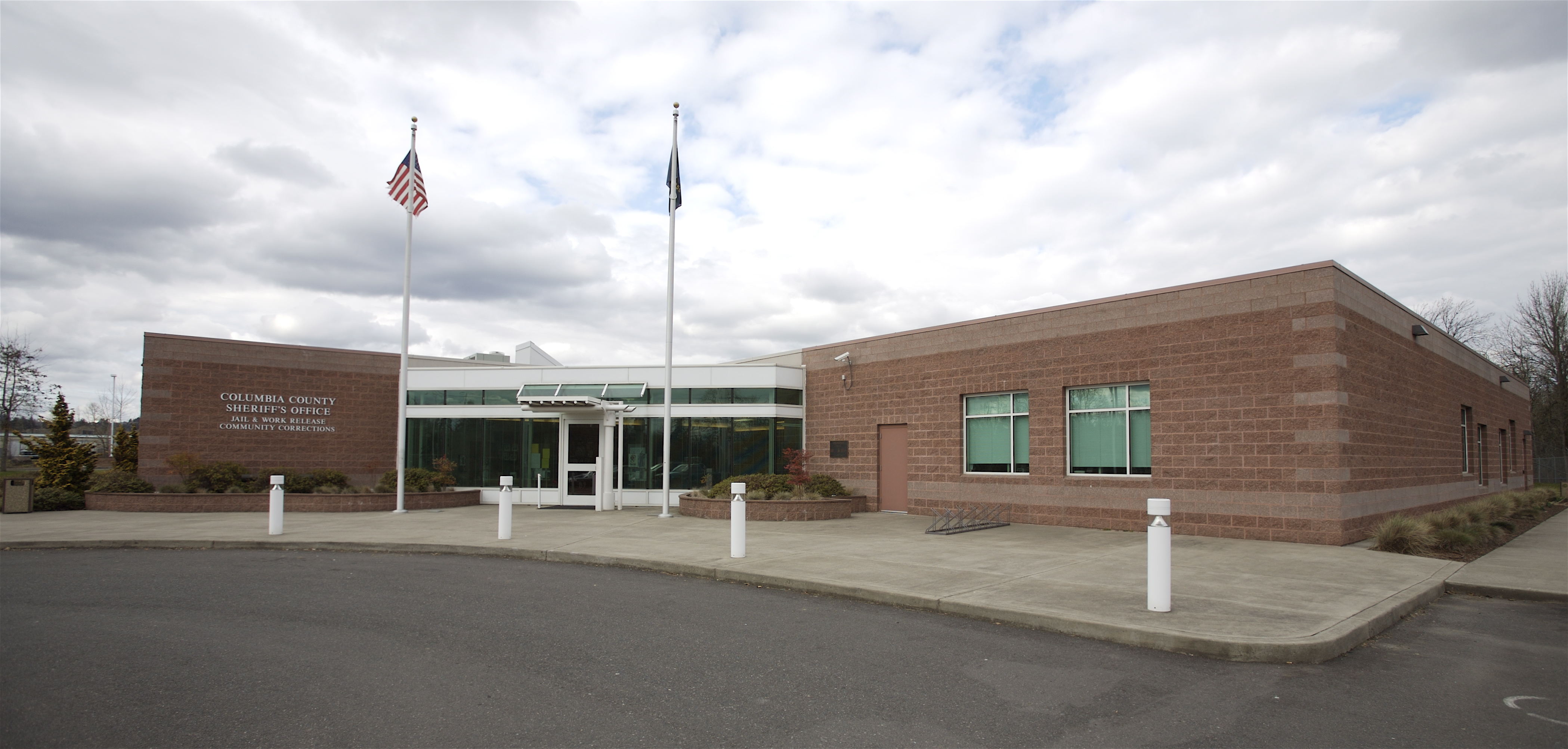
Oficina del Sheriff del condado de Columbia

### Ciudades
| - Clatskanie - Columbia City - Prescott - Rainier | - St. Helens - Scappoose - Vernonia |

### Áreas no incorporadas y lugares designados por el censo
| - Alston - Apiary - Beaver Homes - Beaver Springs - Birkenfeld - Canaan - Chapman | - Chapman Landing - Clatskanie Heights - Clear Creek - Columbia Heights - Corey Hill - Deer Island - Delena | - Fishhawk Lake - Goble - Inglis - Keasey - Kerry - Lindbergh - Marshland - Mayger | - McNulty - Mist - Neverstill - Pittsburg - Quincy - Reuben - Riverside - South Scappoose | - Spitzenberg - Treharne - Trenholm - Warren - West Saint Helens - Woodson - Yankton |